# Solar Orbiter

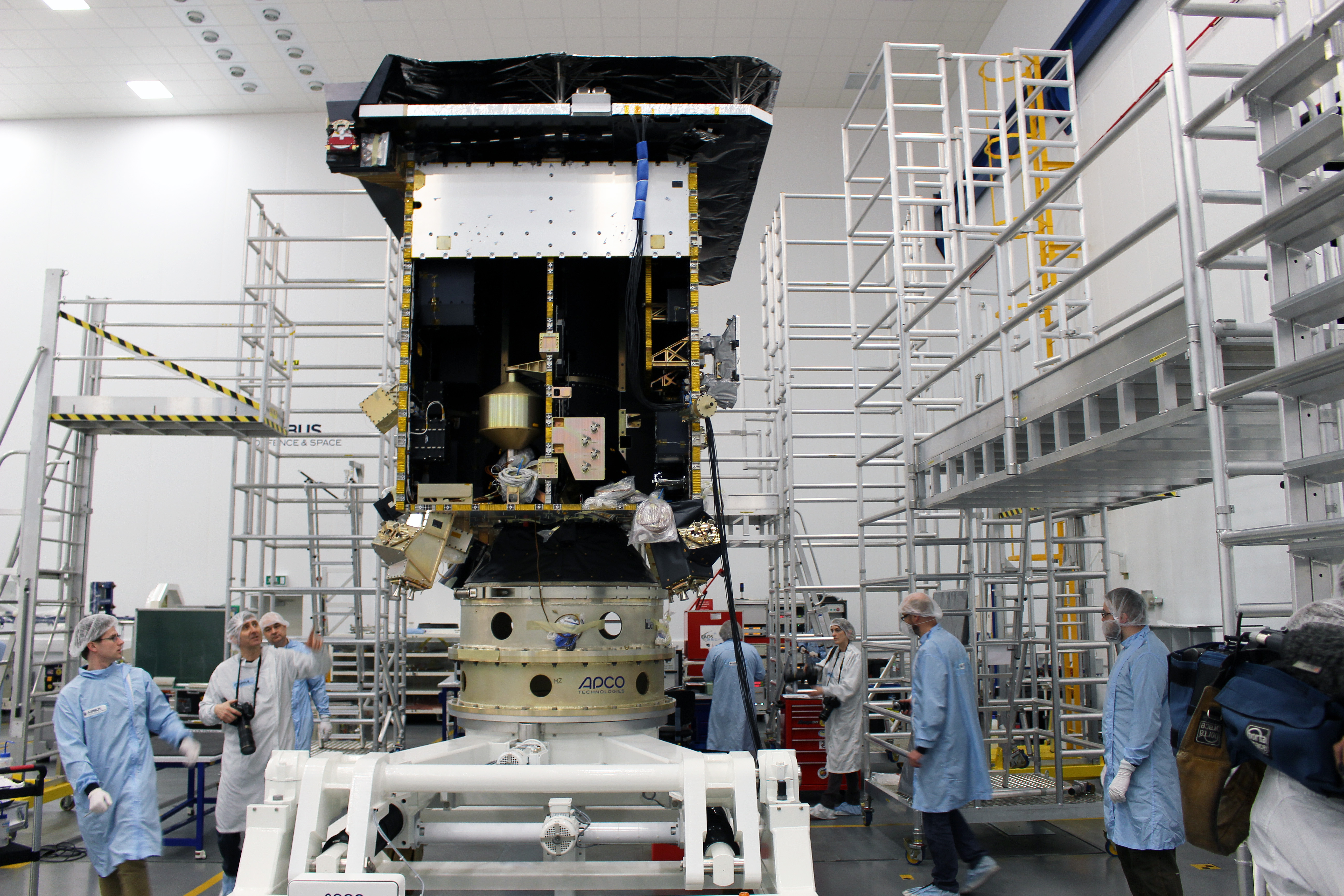
Autre vue du modèle structurel et thermique de Solar Orbiter en cours d'assemblage avec le bouclier thermique positionné au sommet.

Solar Orbiter (en français orbiteur solaire) est un satellite d'observation du Soleil de l'Agence spatiale européenne (ESA) développé avec une participation de la NASA qui est lancé le 10 février 2020 à 5h03 (CET) et doit commencer ses observations vers 2023. L'objectif principal de cette mission scientifique est d'étudier les processus à l'origine du vent solaire, du champ magnétique héliosphérique, des particules solaires énergétiques, des perturbations interplanétaires transitoires ainsi que du champ magnétique du Soleil.
Pour réaliser ses objectifs, le satellite d'un peu plus de 1,6 tonne circule sur une orbite autour du Soleil, en passant à son périhélie à une distance de 45 rayons solaires (0,22 AU). Le satellite emporte 10 instruments combinant mesure du milieu in situ et observations à distance du Soleil. Ces équipements sont placés derrière un bouclier thermique destiné à protéger la sonde spatiale des températures très élevées. Solar Orbiter doit réaliser des observations à haute résolution des régions polaires du Soleil, difficiles à observer depuis le plan de l'écliptique (et donc depuis la Terre). La mission doit durer en tout 7 à 10 ans.

## Contexte

### Premières études
L'origine de la mission Solar Orbiter est un projet baptisé Messenger soumis en 1982 par un groupe de scientifiques sous la direction de Richter en réponse à un appel à idées de l'Agence spatiale européenne (ESA). Le développement d'une mission d'étude du Soleil par l'ESA fait partie des sujets abordés durant la conférence « Crossroads for European Solar and Heliospheric Physics » de mars 1998. Au cours de celle-ci, la communauté scientifique européenne recommande le lancement par l'agence d'une mission d'étude du Soleil vers 2007. Une réunion destinée à initier la rédaction d'un cahier des charges se tient à le Centre européen de technologie spatiale (ESTEC) (de l'ESA) le 25 mars 1999. La mission Solar Orbiter est proposée en 2000 par E. Masch et est présélectionnée en octobre 2000 par le comité scientifique de l'ESA avec un lancement positionné vers 2008-2013 après celui de la mission BepiColombo à destination de la planète Mercure. Des études industrielles et internes sont menées en 2004. En juin 2004, le comité scientifique de l'agence confirme la place de la mission dans son programme scientifique Horizon 2000+ avec une date de lancement désormais située entre octobre 2013 et mai 2015. Les études se poursuivent en 2005 et 2006 et en février 2007, le comité scientifique demande à l’exécutif de l'agence spatiale une enveloppe financière de 300 millions d'euros pour réaliser la mission. Une étude, à laquelle participent des ingénieurs de l'ESA et de la NASA, est alors lancée pour déterminer les avantages obtenus en combinant Solar Orbiter et le programme Solar Sentinels de l'agence spatiale américaine.

### Conception
À l'issue de cette étude, l'ESA lance en septembre 2007 une offre de participation (Announcement of Opportunity ou AO) pour la charge utile scientifique tandis que la NASA lance de son côté un appel d'offres pour une mission SMEX dans le cadre de son programme Explorer. L'agence spatiale européenne reçoit 14 propositions d'instruments : le Payload Review Committee (PRC) les étudie et établit sa sélection en mai 2008. Entre-temps, une phase d'étude industrielle est lancée chez Astrium UK. À cette époque, la programmation scientifique de l'ESA est revue en profondeur avec la création du programme Cosmic Vision qui permet une planification à long terme des missions. La mission Solar Orbiter est incluse dans le premier cycle (2015-2025) de sélection des missions de taille moyenne (classe M) avec un lancement programmé pour 2017. La NASA a entre-temps sélectionné sa propre mission d'étude du Soleil Solar Probe Plus (SPP). L'ESA, après étude des synergies possibles entre les deux missions, confirme la pertinence de la charge utile recommandée précédemment tandis que la NASA annonce qu'elle participe à celle-ci en fournissant deux instruments et en participant au développement de deux autres. Mais en mars 2011, l'agence spatiale américaine indique que pour des raisons budgétaires sa contribution se limite à la fourniture d'un seul instrument et d'un capteur.

### Sélection de la mission et développement
Solar Orbiter est une des trois missions de taille moyenne (M-Class) du programme scientifique Cosmic Vision de l'Agence spatiale européenne dont le financement est proposé en 2011. À l'issue du processus de sélection qui l'oppose aux projets PLATO et Euclid, Solar Orbiter est sélectionnée en octobre 2011 avec Euclid. Son lancement est planifié pour 2018. Solar Orbiter doit être lancé par un lanceur de type Atlas V. Fin avril 2012, l'Agence spatiale européenne confie à Astrium UK le développement de Solar Orbiter avec un objectif de lancement positionné pour 2017. Le contrat se monte à 300 millions d'euros. Le développement des 10 instruments scientifiques est par ailleurs directement pris en charge sur le plan financier par les pays qui y contribuent notamment le Royaume-Uni, l'Allemagne, la Belgique, l'Espagne, La France, l'Italie, la Suisse et les États-Unis. La participation de la NASA qui fournit le lanceur Atlas V, l'instrument SoloHi et le capteur HIS en échange d'un accès à l'ensemble des données recueillies par la mission, est évaluée par l'agence spatiale américaine début 2017 à 379 millions de dollars américains.

## Objectifs scientifiques
Plusieurs satellites scientifiques destinés à l'étude du Soleil dont six construits en Europe depuis le début des années 1990 (Ulysses, SoHO, constellation des 4 satellites Cluster) ont permis d'effectuer de nombreuses découvertes sur notre astre. Mais le Soleil présente toujours de nombreuses inconnues. Avec les éléments dont ils disposent, les scientifiques ne parviennent notamment toujours pas à comprendre et anticiper les changements qui affectent le Soleil alors que ceux-ci ont des répercussions sur la Terre et l'activité humaine.
Les objectifs scientifiques de Solar Orbiter sont  :
- déterminer in-situ les propriétés et la dynamique du plasma, des champs et des particules dans l'héliosphère proche du Soleil ;
- étudier les caractéristiques à faible échelle de l'atmosphère magnétisée du Soleil ;
- identifier les corrélations entre l'activité à la surface du Soleil et l'évolution de la couronne et de l'héliosphère interne. À cet effet, le satellite effectuera des passages en co-rotation avec le Soleil ;
- observer et caractériser les régions polaires et la couronne équatoriale du Soleil depuis les hautes latitudes.

| Caractéristique                                          | Solar Orbiter (ESA)          | Parker Solar Probe (NASA)      | Solar Probe (NASA) étude de 2005 |
| -------------------------------------------------------- | ---------------------------- | ------------------------------ | -------------------------------- |
| Date lancement                                           | 2020                         | août 2018                      | 2014                             |
| Début phase scientifique                                 | 2022                         | fin 2018                       | 2018                             |
| Fin phase scientifique                                   | 2027 à 2030                  | 2025                           | 2023                             |
| Nombre orbites avec périhélie < 0,3 UA                   | 14                           | 24                             | 2                                |
| Inclinaison orbitale                                     | entre 15 et 34°              | quelques degrés                | 90°                              |
| Distance minimale Soleil                                 | 0,25 UA (55 rayons solaires) | 0,04 UA (9,86 rayons solaires) | 3 rayons solaires                |
| Équivalent flux thermique Terre au périhélie             | 20 fois (520 °C)             | 510 fois                       | 3 000 fois (21 mégawatts)        |
| Suites instrumentales                                    | 10 (180 kg)                  | 4 (47 kg)                      | 11 instruments (45,7 kg)         |
| Masse                                                    | 1 800 kg                     | 610 kg                         | 856 kg                           |
| Vitesse au lancement au-delà de la vitesse de libération | 3,66 km/s                    | 12,4 km/s                      | 11,2 km/s                        |

## Caractéristiques techniques
Solar Orbiter est un satellite stabilisé sur 3 axes d'une masse d'environ 1 800 kg dont 180 kg d'instruments scientifiques. Il dispose d'un bouclier thermique qui lui permet de résister au fort rayonnement solaire qu'il doit subir lorsqu'il passe au plus près du Soleil (périhélie). Solar Orbiter reprend de nombreux éléments de la sonde européenne BepiColombo qui doit se placer en orbite autour de Mercure et qui doit également faire face, mais dans une moindre mesure, à des températures élevées liées à la proximité du Soleil.
Durant la phase opérationnelle, le satellite maintient en permanence le bouclier thermique face au Soleil pour protéger le corps du satellite du flux thermique qui est jusqu'à 20 fois supérieur à celui reçu au niveau de l'orbite terrestre (28 kW/m2), lorsque le satellite est au plus proche du Soleil (0,22 Unité Astronomique soit 45 rayons solaires). Les dimensions du satellite sont soumises à de fortes contraintes car il doit être entièrement placé derrière le bouclier thermique dont la taille est limitée par sa masse. Par ailleurs, la surface de celui-ci doit comporter une marge pour prendre en compte des anomalies de fonctionnement temporaires du système de contrôle d'attitude (bouclier thermique non perpendiculaire à la direction du Soleil). En conséquence, le volume du satellite est réduit à 2 m3 ce qui limite considérablement la place accordée aux 33 équipements scientifiques embarqués. Avec les panneaux solaires et antennes repliés, les dimensions du satellite sont de 2,5 x 3 x 2,5 mètres. Les seuls équipements qui ne sont pas situés à l'ombre du corps du satellite sont l'antenne parabolique grand gain orientable et les trois antennes de l'instrument de mesure des ondes radio et de plasma. Ces appendices ainsi que la bôme servant de support aux capteurs du magnétomètre située à l'opposé du bouclier, sont déployés en orbite. La plate-forme du satellite est dérivée de Eurostar 3000 utilisée par le constructeur Astrium (Airbus Defence and Space) pour la réalisation de nombreux satellites de télécommunications géostationnaires. Ce choix permet de limiter les risques liés à un nouveau développement tout en réduisant les coûts.

### Contrôle d'attitude
Le bouclier thermique de Solar Orbiter est maintenu en permanence face au Soleil. L'écart par rapport à la direction du Soleil ne doit pas dépasser 6,5° avec un maximum de 2,3° durant 50 secondes. La précision du pointage absolue est de 42 secondes d'arc avec une erreur de mesure de 25 secondes d'arc. La dérive sur 24 heures ne doit pas dépasser 13 secondes d'arc. Le système de contrôle d'attitude repose sur deux viseurs d'étoiles, deux centrales à inertie et  deux paires de capteurs solaires fins. Les corrections d'orientation sont effectuées à l'aide de quatre roues de réaction et un système de propulsion à ergols liquides redondant développé par OHB-System utilisant deux grappes de 9 propulseurs. Ces derniers fournissent un Delta-v d'environ 250m/s pour effectuer les manœuvres d'assistance gravitationnelles, ainsi que 30m/s pour le contrôle d'orientation, grâce aux 204 kg d'ergols (173kg pour le transfert, et 30kg pour le contrôle d'orientation).

### Production d'énergie
L'énergie électrique est produite par des cellules solaires triple jonction d'arséniure de gallium fixées sur une structure en carbone/carbone. Les panneaux solaires sont orientables (1 degré de liberté). Pour résister au flux thermique à proximité du Soleil, la surface des panneaux solaires est en partie recouverte de réflecteurs OSR (Optical Surface Reflector) qui renvoient le rayonnement incident. Pour réduire la montée en température, les panneaux solaires sont inclinés lorsque le satellite s'approche du Soleil de manière à réduire l'angle d'incidence du rayonnement. Les panneaux solaires, qui dérivent de ceux développés pour la mission BepiColombo, sont conçus pour fonctionner à une température de 230 °C. Les panneaux solaires sont dimensionnés de manière à fournir suffisamment d'énergie lorsque le satellite se trouve à sa plus grande distance du Soleil (environ 1,4 unité astronomique durant le vol de transit entre le premier et le deuxième survol de la planète Vénus). La demande d'énergie maximale est de 1 000 watts dont 180 à 250 watts sont consommés par les instruments scientifiques.

### Télécommunications
Les échanges avec la Terre se font à la fois en bande X pour les télémesures et en bande Ka pour les données scientifiques. Elles utilisent une antenne grand gain orientable. Les données scientifiques sont transmises avec un débit de 120 kilobits par seconde durant des sessions quotidiennes d'une durée de 8 heures. Ce débit relativement réduit pour un véhicule spatial récent constitue durant les phases scientifiques de la mission (10 jours correspondant au passage au plus près du Soleil) une contrainte forte compte tenu du nombre et des caractéristiques des instruments embarqués. Aussi une partie des données sont éliminées ou prétraitées à bord de Solar Orbiter avant d'être transmises à Terre. Ce tri pris en charge par un processeur LEON 2 doit se faire en s'assurant que les recoupements entre les mesures des différents instruments restent disponibles. La mémoire de masse d'une capacité de 1 gigabit permet d'emmagasiner jusqu'à 4 jours de données scientifiques.

## Bouclier thermique
Le bouclier thermique s'interpose entre le corps du satellite et le Soleil durant la phase opérationnelle de la mission qui se déroule à très faible distance du Soleil avec des températures pouvant atteindre 520 °C. Le bouclier d'une superficie de 3,1 x 2,4 mètres est constitué de plusieurs couches de matériau isolant. Il est maintenu à distance du reste du satellite par des supports et intercepte complètement le flux thermique. La face exposée au Soleil de couleur noire a reçu un traitement pour la protéger du rayonnement. Des ouvertures fermées par des opercules mobiles permettent aux instruments d'effectuer des observations dans différentes longueurs d'onde.

Bouclier thermique
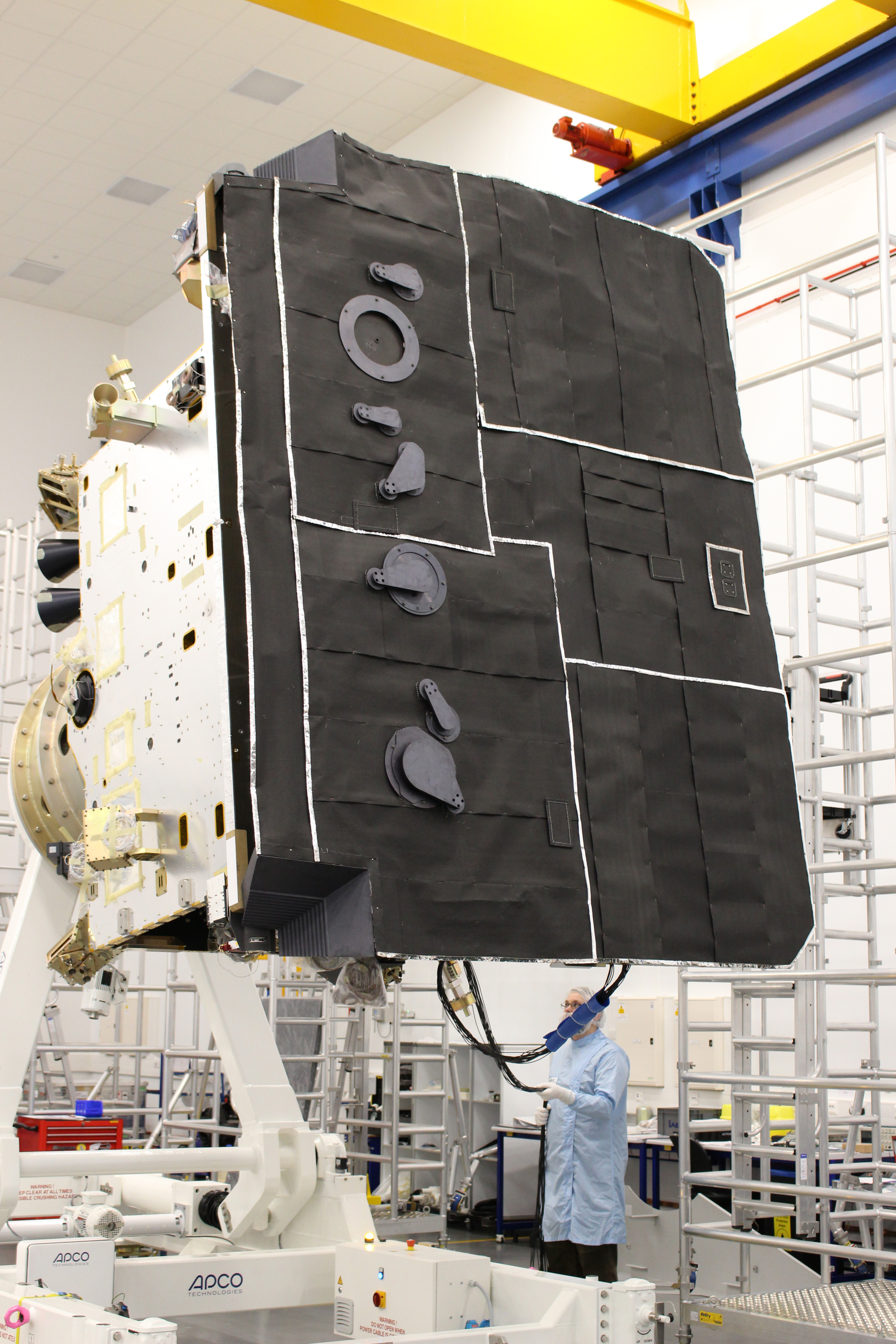
Vue d'ensemble du bouclier thermique.
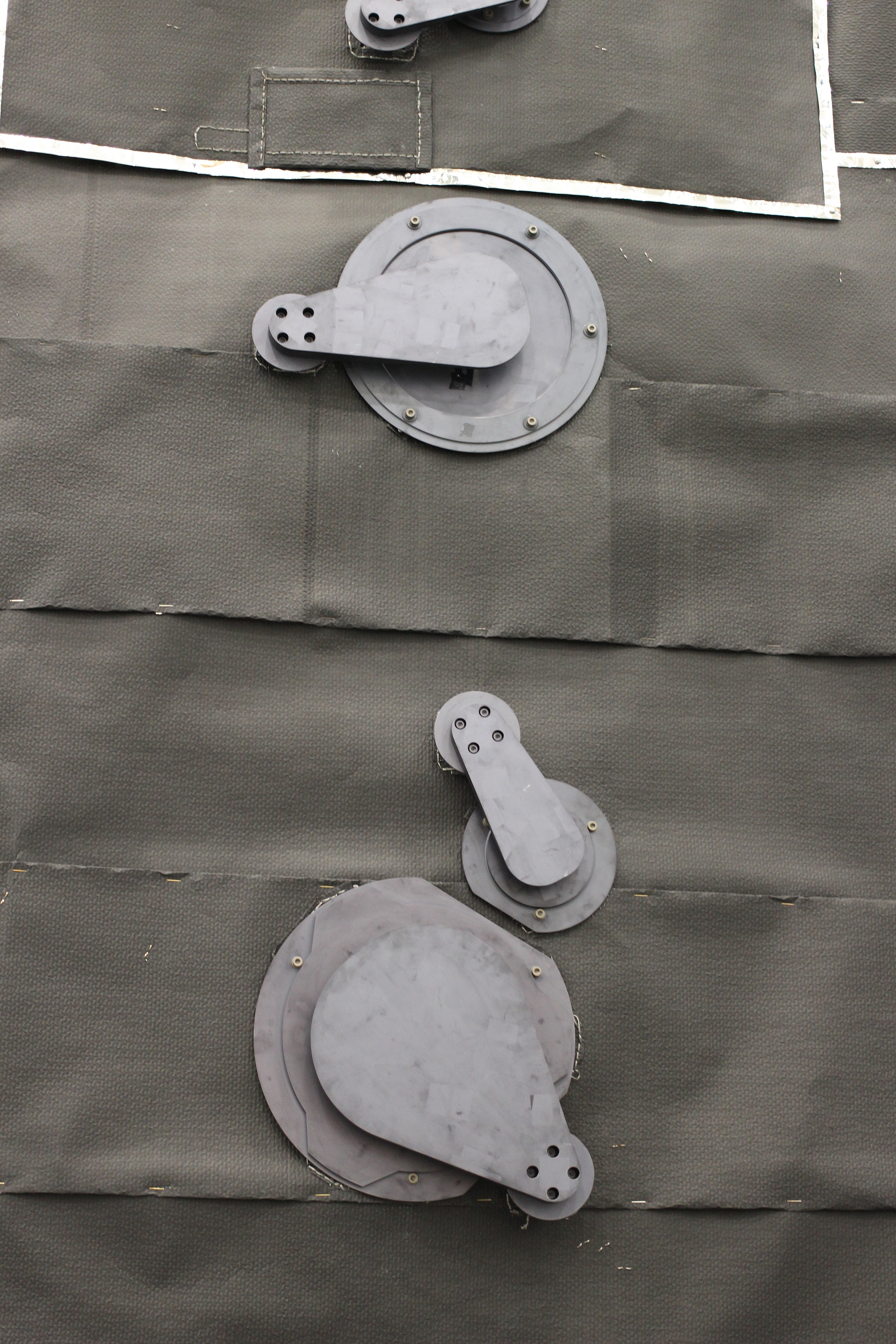
Des opercules dans le bouclier thermiques obturent les ouvertures utilisées par les instruments scientifiques.
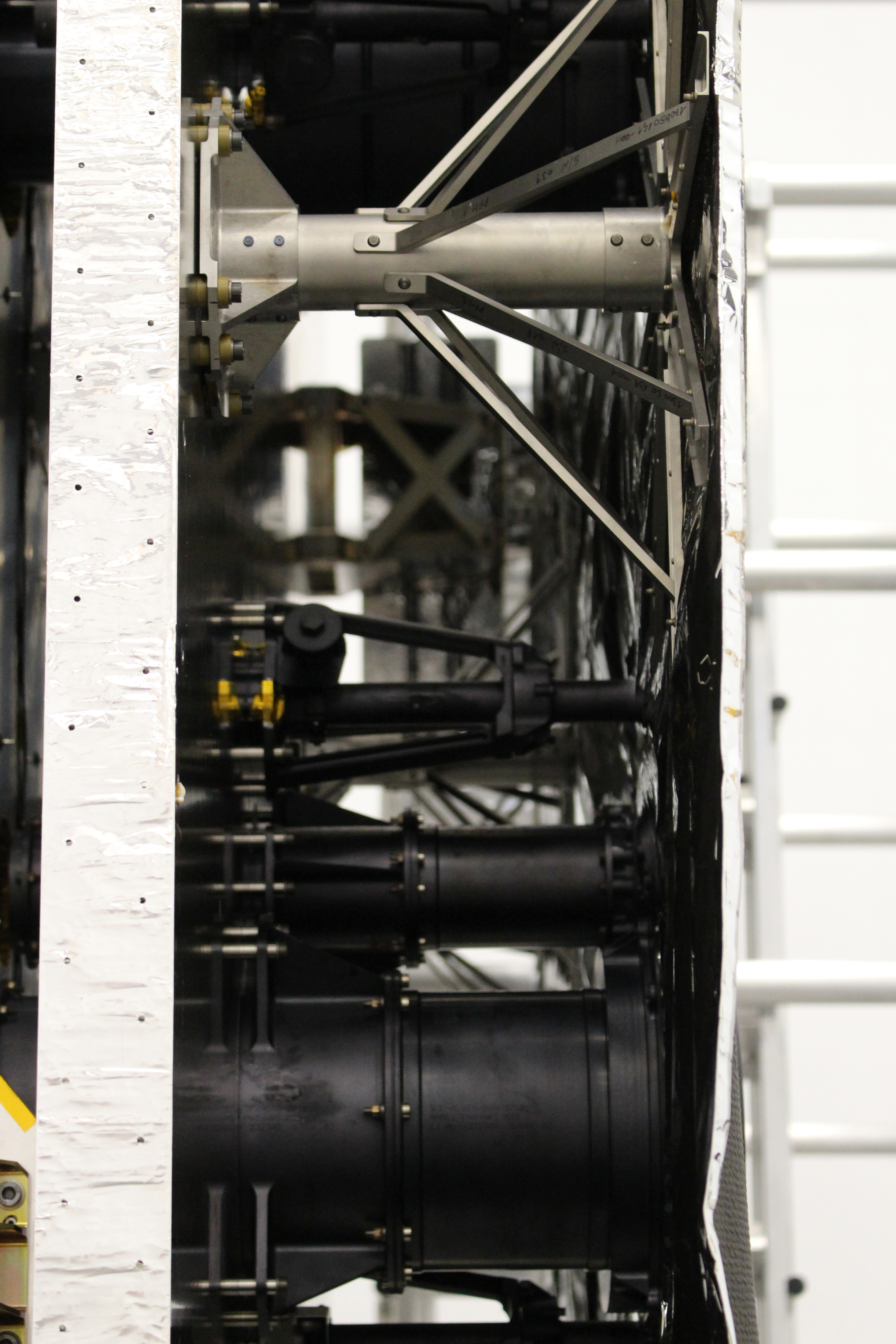
Gros plan sur l'intervalle situé entre le bouclier thermique et le satellite.

## Instruments scientifiques

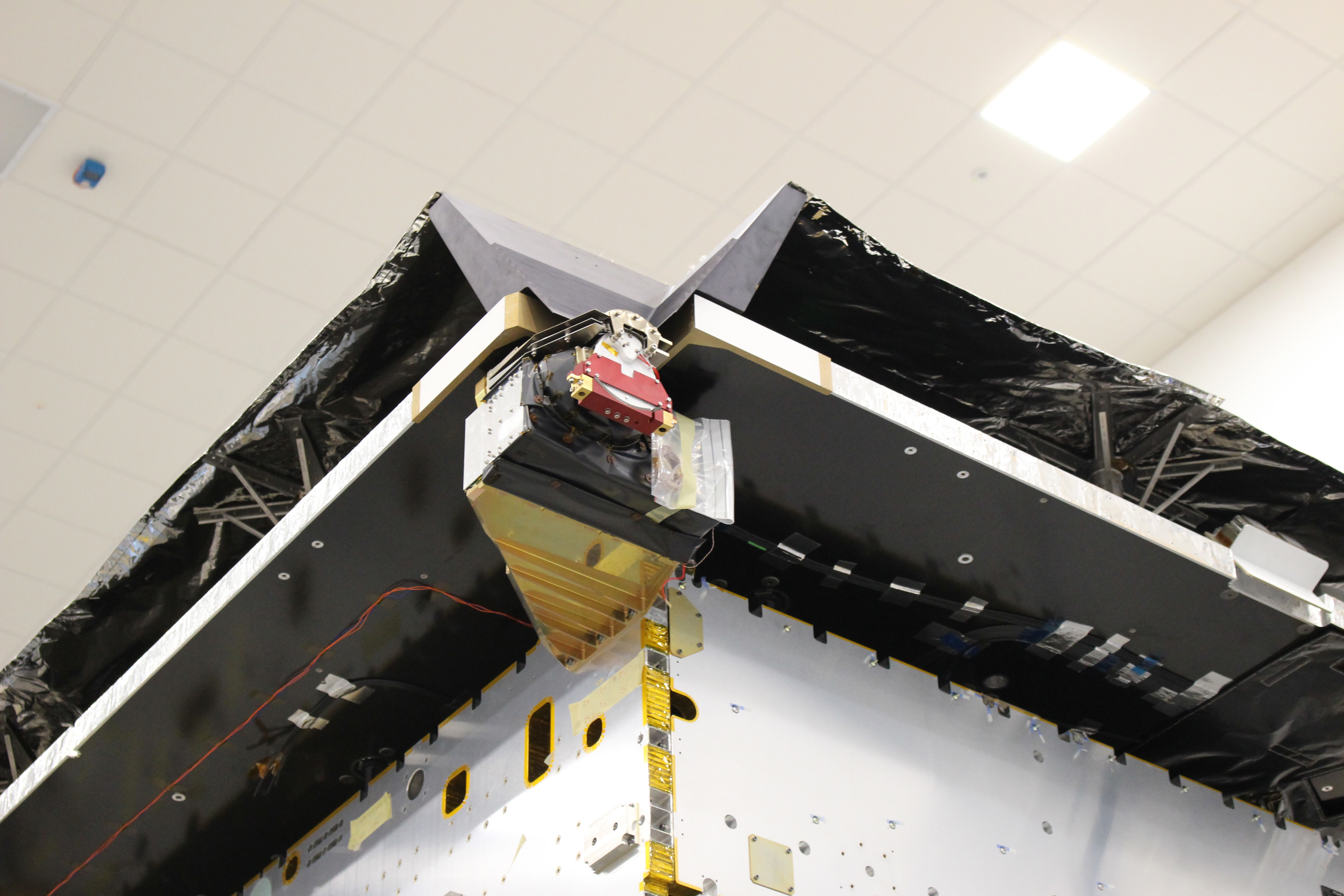
Un capteur PAS de l'instrument SWA.

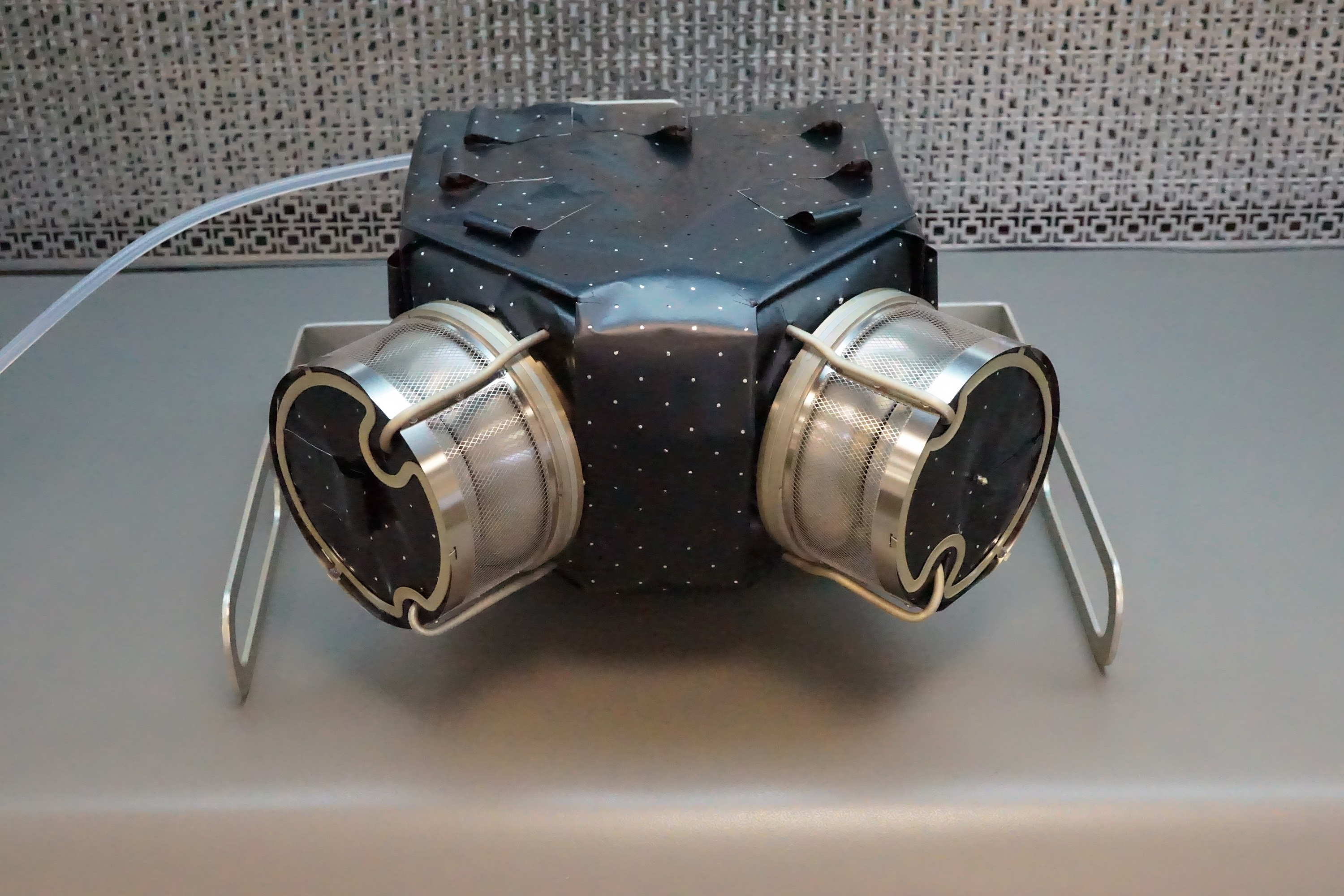
Modèle de vol de l'instrument EAS faisant partie de la suite SWA.

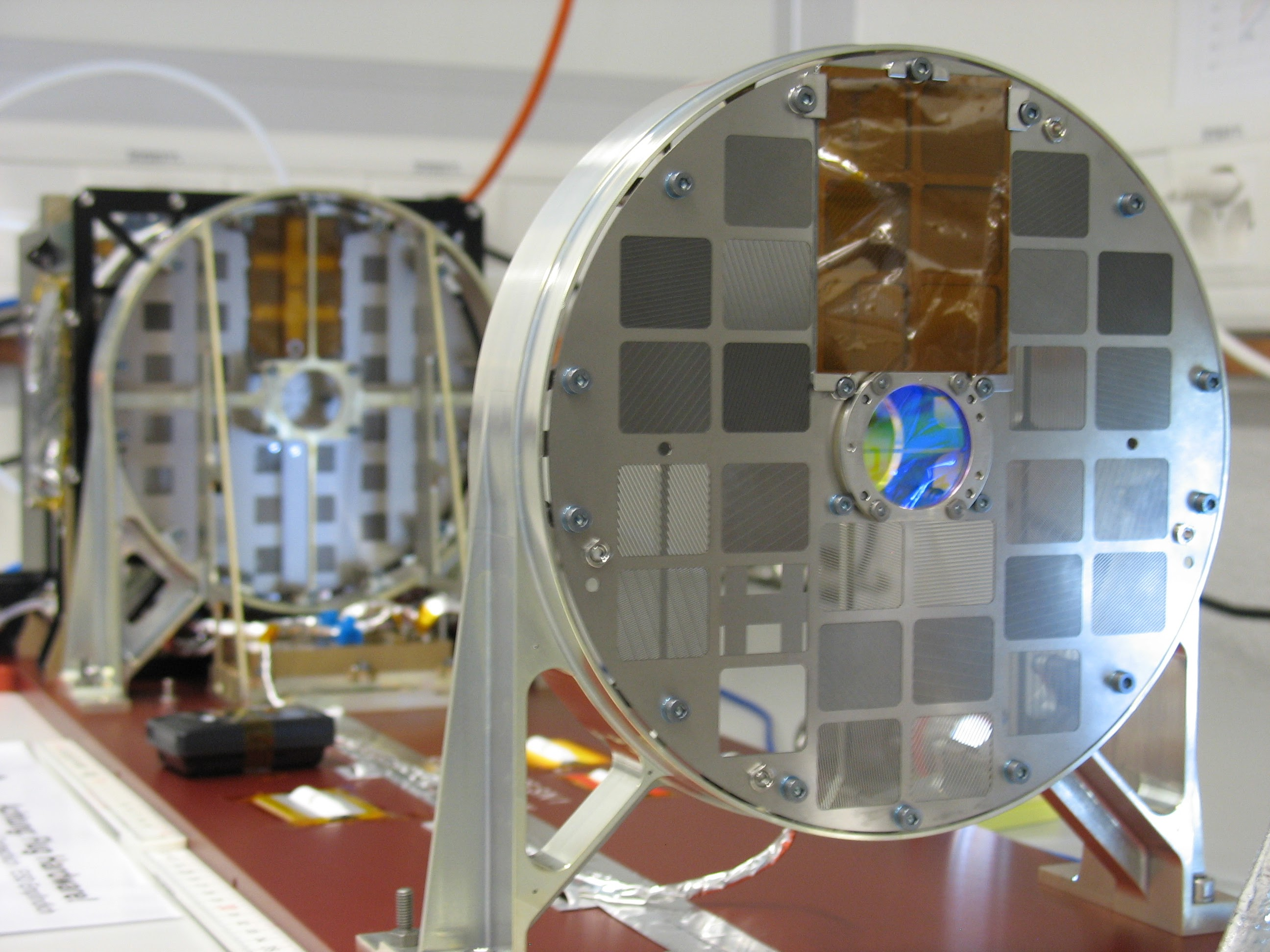
Un modèle de vol du télescope spectromètre à rayons X, STX.

Le satellite emporte 10 instruments scientifiques représentant une masse totale de 180 kg. Quatre d'entre eux effectuent des observations sur le milieu dans lequel se trouve le satellite (in situ) tandis que les autres effectuent des observations à distance (télédétection),.Du fait de son expertise scientifique reconnue, la France a contribué, via le CNES, le CNRS et le CEA, à la réalisation de 6 des 10 instruments équipant la charge utile : SWA, SPICE, EUI, PHI et deux instruments du RPW (le boitier MEB et le SCM).

### Analyse du vent solaire SWA
L'analyseur de vent solaire SWA (Solar Wind Analyser) est constitué d'une série de capteurs qui mesurent in situ la densité, la vitesse et la température des ions et électrons du vent solaire. L'objectif scientifique est de caractériser la matière éjectée du soleil, comprendre sa dynamique et son effet sur l’organisation de l’héliosphère interne. Trois types de capteurs sont utilisés. Deux capteurs EAS situés au bout du mât à instruments mesurent la distribution de la vitesse des électrons dans les trois dimensions avec un champ de vue de 4π. Les capteurs PAS et HIS qui doivent observer dans la direction du Soleil d'où proviennent les particules lourdes du vent solaire sont placés dans des échancrures au bord du bouclier thermique. Le capteur PAS mesure la distribution cinétique dans les trois dimensions des principaux ions (énergie ≤ 0,2–20 keV/charge électrique). HIS détermine la charge électrique des principaux ions de l'oxygène et du fer ainsi que la distribution cinétique dans les trois dimensions de certains éléments. L'instrument est fourni par le Laboratoire de science spatiale Mullard (Mullard Space Science Laboratory) au Royaume-Uni.

### Mesure de particules suprathermiques énergétiques EPD
Le détecteur de particules énergétiques EPD (Energetic Particle Detector) mesure in situ les propriétés des particules suprathermiques et énergétiques. Cette expérience est développée par l'université d'Alcalá de Henares en Espagne.

### Magnétomètre MAG
Le magnétomètre à saturation MAG (Magnotemeter) mesure le vecteur du champ magnétique ambiant généré par le Soleil avec une précision inférieure à 1 nT et une fréquence de relevé inférieure à la seconde. Les 2 capteurs de l'instrument sont placés à l'extrémité et à mi-distance sur une perche déployée en orbite et qui reste en permanence dans l'ombre du corps du satellite. L'instrument va effectuer pour la première fois des mesures du champ magnétique près du pôle du Soleil et ainsi fournir des indices sur la manière dont le milieu interplanétaire réagit à ces évolutions. MAG doit également contribuer à résoudre l'énigme entourant le processus d'échauffement de la couronne solaire. L'instrument MAG qui est fourni par l'Imperial College London au Royaume-Uni dérive d'instruments analogues installés à bord des sondes spatiales Cassini, Ulysses et des satellites Cluster et Double Star.

### Mesure des ondes radio et de plasma RPW
L'analyseur d'ondes radio et de plasma RPW (Radio and Plasma Wave analyser) effectue à la fois des observations in situ et à distance. Il mesure les ondes radio solaires ainsi que les ondes électriques et le champ magnétique du plasma ambiant. Les objectifs scientifiques associés sont la mesure des champs électriques au sein des chocs et des régions de reconnexion magnétique, l'étude de la dissipation des turbulences à petite échelle et l'évaluation de l'incidence des instabilités magnétiques dans la régulation de l’anisotropie de température et du flux de chaleur. L'instrument est fourni par le CNES et le LESIA, laboratoire de l'Observatoire de Paris (France).

### Imageur / polarimètre PHI
PHI (Polarimetric and Helioseismic Imager) mesure le vecteur du champ magnétique et la vitesse radiale ainsi que l'intensité du continuum en lumière visible. L'instrument est fourni par l'Institut Max-Planck (Allemagne) avec des contributions espagnole et française (Institut d'astrophysique spatiale, Orsay).

### Imageur ultraviolet extrême EUI
EUI (EUV Full-Sun and High-Resolution Imager) produit des images dans l'ultraviolet extrême des couches atmosphériques solaires au-dessus de la photosphère. L'instrument comprend un télescope permettant d'observer l'ensemble du disque solaire dans deux longueurs d'onde (174 Å et 1216 Å) avec une résolution spatiale (9 secondes d'arc) et une cadence de prise de vue (600 secondes) permettant d'observer les principaux phénomènes à grande échelle (ondes EIT et MORETON) et à l'échelle locale (jets, début d'éjection de masse coronale). Deux autres télescopes fournissent dans deux longueurs d'onde (17,4 nm et 121,6 nm) des images à haute résolution (1 seconde d'arc, résolution spatiale de 200 km) durant les passages à basse altitude. Les objectifs scientifiques des mesures effectuées sont la détermination des caractéristiques, de la dynamique et des interactions entre le plasma, les champs et les particules dans la proche atmosphère, l'évaluation des interdépendances entre la surface de notre étoile, la couronne solaire et l'héliosphère interne, l'étude de la structure et de la dynamique à faible échelle de l'atmosphère magnétisée du Soleil ainsi que le sondage de la dynamo solaire par des observations effectuées aux latitudes élevées. L'instrument est fourni par le Centre spatial de Liège (Belgique) avec des contributions anglaises, allemandes et françaises (de l'Institut d'astrophysique spatiale à Orsay et de l'Institut d'Optique Graduate School à Palaiseau).

### Spectro-imageur ultraviolet extrême SPICE
SPICE (Spectral Imaging of the Coronal Environment c'est-à-dire Imageur Spectral de l'Environnement Coronal) est un instrument optique fonctionnant dans l'ultraviolet extrême. Il est fourni par le Rutherford Appleton Laboratory, Didcot (Royaume-Uni) à travers un contrat de l'Agence spatiale européenne. Les opérations de l'instrument sont sous la responsabilité de l'Institut d'astrophysique spatiale.

### Spectro-imageur rayons X STIX
Le spectro-imageur spectromètre rayons X (STIX - X-ray Spectrometer/Telescope) fournit à la fois des images et des spectres des émissions de rayons X solaires thermiques et non thermiques. Ces mesures font le lien entre les images obtenues avec les autres instruments de télédétection et les observations effectuées avec les instruments de mesure in situ. Elles doivent fournir des données cruciales sur le processus d'accélération des électrons. La partie optique de l'instrument est constituée de 30 sous-collimateurs. Les mesures sont effectuées sur la bande spectrale 4-150 keV. Le champ de vue est de 2° (Soleil entier). La résolution angulaire atteint au mieux 7 secondes d'arc (résolution spatiale de 1 400 km lorsque le satellite survole au plus près le Soleil). Les spectres sont obtenus en divisant en 32 bandes d'énergie le rayonnement incident : la résolution spectrale va de 1 keV (rayonnement incident de 1 keV) à 15 keV (rayonnement incident de 150 keV). L'instrument est fourni par la Fachhochschule Nordwestschweiz (Suisse).

### Coronographe visible et ultraviolet METIS/COR
Le coronographe METIS/COR (Multi Element Telescope for Imaging and Spectroscopy / Coronagraph) fournit des images en ultraviolet et en lumière visible de la couronne solaire. Il est développé par l'Observatoire astronomique de Turin (Italie).

### Imageur SoloHI
SoloHI (Heliospheric Imager) est un instrument qui doit fournir des mesures permettant de localiser les éjections de masse coronale. Il est fourni par le Naval Research Laboratory (NRL) des États-Unis.
| Instrument | Type                              | Sous-instrument | Caractéristiques | Masse   | Énergie consommée | Laboratoire principal et secondaires | Responsable instrument   |
| ---------- | --------------------------------- | --- | --- | ------- | ----------------- | --- | ------------------------ |
| EUI        | Imageur ultraviolet               | FSI : imageur Soleil complet | Longueurs d'onde : 17,4 nm et 30,4 nm Champ de vue : 5,2° x 5,2° Résolution angulaire : 9 secondes d'arc Temps de pose : 600 secondes                                                                               | 18,2 kg | 32 watts          | Centre spatial de Liège | David Berghmans          |
| EUI        | Imageur ultraviolet               | HRI : imageur haute résolution dual bande | Longueurs d'onde : 17,4 nm et 33,5 nm Champ de vue : 1000 x 1000 secondes d'arc Résolution angulaire : 1 seconde d'arc Temps de pose : 2 secondes                                                                   | 18,2 kg | 32 watts          | Centre spatial de Liège | David Berghmans          |
| EUI        | Imageur ultraviolet               | HRI : imageur haute résolution Lyman-α | Longueur d'onde : 121,6 nm Champ de vue : 1000 x 1000 secondes d'arc Résolution angulaire : 1 seconde d'arc Temps de pose < 1 seconde                                                                               | 18,2 kg | 32 watts          | Centre spatial de Liège | David Berghmans          |
| PHI        |                                   | HRT : télescope haute résolution | Longueur d'onde : 617,3 nm Champ de vue : 1000 x 1000 secondes d'arc Résolution angulaire : 1 seconde d'arc | 34 kg   | 31 watts          | Institut Max-Planck | Sami Solanki             |
| PHI        | FDT : télescope soleil complet    | Longueur d'onde : 617,3 nm Ouverture : 15 mm | | 34 kg   | 31 watts          | Institut Max-Planck | Sami Solanki             |
| SPICE      | Spectrographe imageur             | - | Longueurs d'onde : 702-792, 972-1050 et 485-525 Å | kg      | watts             | Southwest Research Institute | Frédéric Auchère         |
| METIS      |                                   | Imageur | Longueurs d'onde : visible : 580-640 nm Ultraviolet 121,6 ± 10 nm Ultraviolet extrême 30,4 ± 0,22 nm Champ de vue : 1,5 à 2,9 rayons solaires Résolution angulaire : 10 (visible) à 20 (ultraviolet) secondes d'arc | kg      | watts             | Observatoire astronomique de Turin | Marco Romoli             |
| METIS      | Spectroscope                      | Longueurs d'onde : ultraviolet 121,6 ± 0,9 nm ultraviolet extrême 30,4 ± 0,22 nm Champ de vue : 1,4 , 1,7 ou 2 rayons solaires Résolution spectrale : ultraviolet 0.054 nm, ultraviolet extrême 0.013 nm Résolution spatiale : 34 secondes d'arc | | kg      | watts             | Observatoire astronomique de Turin | Marco Romoli             |
| STIX       | Télescope spectromètre rayons X   | - | Longueurs d'onde : 4-150 keV Champ de vue : 2 rayons solaires Résolution spectrale : 1 keV Résolution angulaire : 4 secondes d'arc                                                                                  | 7 kg    | 4 watts           | Fachhochschule Nordwestschweiz | Säm Krucker              |
| SolOHI     | Télescope                         | - | Longueurs d'onde : lumière visible Champ de vue : 40 rayons solaires Résolution angulaire : ? secondes d'arc Taille image : 16 mégapixels                                                                           | 8,6 kg  | 18 watts          | Naval Research Laboratory | Russell A. Howard        |
| SWA        | Analyse vent solaire              | PAS : analyseur proton | Énergie : 0,2–20 keV / noyau | kg      | watts             | Mullard Space Science Laboratory | Christopher Owen         |
| SWA        | Analyse vent solaire              | EAS analyseur électrons | | kg      | watts             | Mullard Space Science Laboratory | Christopher Owen         |
| SWA        | Analyse vent solaire              | HIS analseur ions lourds | | kg      | watts             | Mullard Space Science Laboratory | Christopher Owen         |
| RPW        | Analyse ondes radio et de plasma  | PWS ondes de plasma | Ondes radio depuis le continu jusqu'à 16 kHz Ondes magnétiques quelques Hertz jusqu’à 500 kHz | kg      | watts             | LESIA LPC2E, Orléans LPC2E, Polytechnique IRF, Uppsala & KTH, Stockholm IAP & Astronomical Institute, Prague IWF, Graz Université de Berkeley | Milan Maksimovic         |
| RPW        | Analyse ondes radio et de plasma  | RAD détecteur ondes radio | Mesures des émissions solaires | kg      | watts             | LESIA LPC2E, Orléans LPC2E, Polytechnique IRF, Uppsala & KTH, Stockholm IAP & Astronomical Institute, Prague IWF, Graz Université de Berkeley | Milan Maksimovic         |
| MAG        | Magnétomètre                      | - | Précision < 1 nTesla Fréquence de relevé < 1 seconde | kg      | watts             | Imperial College London | Tim Horbury              |
| EPD        | Détecteur particules énergétiques | STEIN particules suprathermiques | | kg      | watts             | Université d'Alcalá de Henares | Javier Rodríguez-Pacheco |
| EPD        | Détecteur particules énergétiques | SIS spectrographe ions suprathermiques | Énergie : ~0,008 - 10 MeV/nucléon Atomes : hélium à fer | kg      | watts             | Université d'Alcalá de Henares | Javier Rodríguez-Pacheco |
| EPD        | Détecteur particules énergétiques | EPT télescope protons et ions | | kg      | watts             | Université d'Alcalá de Henares | Javier Rodríguez-Pacheco |
| EPD        | Détecteur particules énergétiques | LET télescope particules basse énergie | Énergie : ~1,5 à ~60 MeV/nucléon Atomes : hélium à nickel | kg      | watts             | Université d'Alcalá de Henares | Javier Rodríguez-Pacheco |
| EPD        | Détecteur particules énergétiques | HET télescope particules haute énergie | Énergie : jusqu'à 100 MeV/nucléon | kg      | watts             | Université d'Alcalá de Henares | Javier Rodríguez-Pacheco |

## Déroulement de la mission

### Choix de l'orbite de transit et opérationnelle
L'injection directe du satellite sur son orbite opérationnelle autour du Soleil (périhélie d'environ 0,28 Unité Astronomique et inclinaison orbitale) imposerait que la vitesse fournie par le lanceur excède de 10,3 km/s la vitesse de libération permettant d'échapper à l'attraction de la Terre (environ 11 km/s). Aucun lanceur ne dispose d'une telle capacité. Pour atteindre cette orbite, le satellite boucle en un peu plus de 3 ans plusieurs orbites autour du Soleil durant lesquels il utilise à plusieurs reprises l'assistance gravitationnelle de la Terre et de la planète Vénus pour obtenir l'énergie nécessaire. La période de lancement est choisie de manière que l'orbite opérationnelle obtenue soit en résonance avec celle de Vénus. Cette résonance permet d'accroitre progressivement durant la phase scientifique l'inclinaison orbitale qui passe ainsi de 7° à 35° (29° par rapport au plan de l'écliptique).

### Lancement
Le lancement de Solar Orbiter a eu lieu le 9 février 2020 à 23 h 3 (heure locale), soit le 10 février à 5 h 3 CET (heure de Paris). Il est placé sur sa trajectoire par un lanceur américain Atlas V 411 tiré depuis la base de Cap Canaveral. La fenêtre de tir d'une durée de 20 minutes est ouverte durant environ 20 jours. À l'issue de la phase propulsive, la fusée a imprimé au satellite une vitesse d'environ 3,66 km/s supérieure à la vitesse de libération de l'attraction terrestre.
Après le lancement, se sont déroulées les étapes suivantes :
| L + 2 min 30 s | séparation des boosters                                |
| L + 4 min 9 s  | séparation de l'étage Atlas-Centaur                    |
| L + 4 min 27 s | séparation de la coiffe                                |
| L + 53 min     | séparation de Solar Orbiter                            |
| L + 57 min     | acquisition du premier signal                          |
| L + 1 h 16     | déploiement des panneaux solaires                      |
| L + 29 h       | déploiement de l'antenne radio et à ondes plasma (RPW) |
| L + 36 h       | déploiement de l'instrument Boom                       |
| L + 42 h       | déploiement de l'antenne RPW                           |
| L + 49 h       | déploiement de l'antenne à grand grain                 |

### Phase de transit
Immédiatement après le lancement, les instruments sont testés. Le satellite atteint son orbite de travail au bout de 3,25 ans. Dix mois après le lancement, Solar Orbiter passe à environ 7500 km de la planète Vénus (située à 0,661 Unité Astronomique du Soleil) ce qui modifie sa trajectoire et la renvoie vers la Terre. Sur sa nouvelle orbite, le satellite s'éloigne du Soleil de 1,384 Unité Astronomique (éloignement maximal durant la mission). La Terre est survolée 10 mois après Vénus. Une deuxième assistance gravitationnelle de la Terre a lieu en novembre 2021. Deux mois plus tard, Solar Orbiter survole Vénus à une vitesse hyperbolique de 19,3 km/s. La phase scientifique débute quelques mois plus tard lorsque le satellite passe à environ 0,36 U.A du Soleil.
Cette sonde traverse la queue ionisée de la comète désintégrée C/2019 Y4 (ATLAS) le 31 mai 2020 et sa queue de poussières le 6 juin 2020.

### Phase opérationnelle
Sur son orbite elliptique d'une période de 168 jours, Solar Orbiter s'approche au plus près du Soleil à 0,25 UA et son aphélie se situe au niveau de l'orbite de Vénus. Durant la phase scientifique, son inclinaison passe progressivement de 9° à 34° grâce à des passages en résonance près de Vénus avec les rapports 1:1, 1:1, 4:3, 3:2 et 3:2. Le premier passage à moins de 0,3 unité astronomique du Soleil a lieu 4,6 ans après le lancement et la latitude solaire maximale est atteinte 7,6 ans après celui-ci (fin 2026). Au moment de ses passages au plus près du Soleil, le satellite, qui atteint sa vitesse maximale, survole durant plusieurs jours la même zone du Soleil compte tenu de la vitesse de rotation de celui-ci. Cette configuration permet au satellite d'observer de manière continue le développement des tempêtes solaires,.
Comme pour les autres missions de l'Agence spatiale européenne, le suivi de la mission est effectué par le centre de contrôle de l'ESOC à Darmstadt (Allemagne). Les communications avec la Terre se déroulent sur une période de 8 heures par tranche de 24 heures. Les données scientifiques et techniques sont émises et reçues par la station terrestre de Malargüe (Argentine) du réseau de télécommunications ESTRACK de l'Agence spatiale européenne. Deux autres stations de l'ESTRACK — New Norcia (Australie) et Cebreros (Espagne) — sont utilisées en secours ou durant les périodes de maintenance de Malargüe. Les données scientifiques sont centralisées à l'ESAC à Villanueva de la Cañada (Espagne) où elles sont archivées et redistribuées entre les différentes équipes scientifiques. L'ESAC a également en charge la planification et la programmation des opérations scientifiques.

### Chronologie
Sources, :
| Date             | Objet             | Action                                     |
| ---------------- | ----------------- | ------------------------------------------ |
| 10 février 2020  | Terre             | Lancement depuis le Centre spatial Kennedy |
| 31 mai 2020      | C/2019 Y4 (ATLAS) | Traversée de la queue ionisée              |
| 6 juin 2020      | C/2019 Y4 (ATLAS) | Traversée de la queue de poussières        |
| 15 juin 2020     | Soleil            | Premier périhélie à 77 Gm                  |
| 27 décembre 2020 | Vénus             | Assistance gravitationnelle (1e)           |
| Février 2021     | Soleil            | Périhélie à moins de 0,5 UA                |
| 8 août 2021      | Vénus             | Assistance gravitationnelle (2e)           |
| 26 novembre 2021 | Terre             | Assistance gravitationnelle                |
| 3 septembre 2022 | Vénus             | Assistance gravitationnelle (3e)           |
| Octobre 2022     | Soleil            | Périhélie à moins de 0,3 UA                |
| 18 février 2025  | Vénus             | Assistance gravitationnelle (4e)           |
| Mars 2025        | Soleil            | Passage polaire (latitude > 17°)           |
| 24 décembre 2026 | Vénus             | Assistance gravitationnelle (5e)           |
| Janvier 2027     | Soleil            | Passage polaire (latitude > 24°)           |
| 17 mars 2028     | Vénus             | Assistance gravitationnelle (6e)           |
| Avril 2028       | Soleil            | Passage polaire (latitude > 30°)           |
| 10 juin 2029     | Vénus             | Assistance gravitationnelle (7e)           |
| Juillet 2029     | Soleil            | Passage polaire (latitude > 33°)           |
| 2 septembre 2030 | Vénus             | Assistance gravitationnelle (8e)           |

#### Septembre 2022
Le 30 août 2022, juste avant le survol de Venus, le soleil fit une immense éruption en produisant une éjection considérable de masse coronale. Le phénomène arriva sans retard à Vénus et à Solar Orbiter qui l'approchait. Éruption inattendue, mais conçu pour résister à ce type de situation, Solar Orbiter réussit à fonctionner sans avoir connu aucun dégât.